# Cal·lipòdides
Els cal·lipòdides (Callipodida) són un ordre de diplòpodes de la subclasse Chilognatha.

## Característiques
Els cal·lípodes són diplòpodes llargs i estrets, de fins a 10 cm de longitud i un tronc amb 40-60 segments. Hi ha un solc dorsal que recorre la línia mitjana del cos, i moltes espècies estan ornamentades amb crestes o carenes longitudinals. Els mascles sexualment madurs posseeixen un sol parell de gonòpodes, que són el parell anterior del 7è segment del cos modificat, i que es porten ocults dins d'una bossa.

## Distribution
Els cal·lípodes estan distribuïts per Europa, Amèrica del Nord, Àsia occidental, Sudest asiàtic i sud de la Xina.

## Taxonomia
L'ordre Callipodida inclou vuit famílies, i unes 130 espècies.
- Família Burmanopetalidae †
- Família Callipodidae
- Família Abacionidae
- Família Caspiopetalidae
- Família Dorypetalidae
- Família Paracortinidae
- Família Schizopetalidae
- Família Sinocallipodidae